# Brannon Braga
Brannon Braga (Bozeman, Montana; 14 de agosto de 1965) es un productor, director y guionista de televisión estadounidense. Se desempeñó como productor ejecutivo en las series de Fox Prime Time, Cosmos: Mundos posibles, Cosmos: Una Odisea del Espacio Tiempo, un relanzamiento de la miniserie que en 1980 presentara por Carl Sagan. Por este trabajo Braga ganó el Premio Peabody, el Premio de la Crítica, y el Premio del Gremio de Productores. Además, Braga ha sido nominado para tres Premios Emmy. Braga también se desempeñó como escritor, productor ejecutivo y cocreador de la serie de televisión Salem, la primera serie original de WGN América.
Es más conocido por su trabajo en la franquicia Star Trek, Braga fue uno de los creativos clave detrás de tres de las cinco series modernas. Más tarde se convirtió en productor ejecutivo y escritor en varios programas de Fox, incluyendo 24, Terra Nova, y The Orville. Sus trabajos cinematográficos incluyen Misión: Imposible 2, Star Trek Generations y Star Trek: Primer contacto.

## Su carrera
Braga comenzó como pasante en Star Trek: The Next Generation en 1990, convirtiéndose finalmente en productor ejecutivo. Formó parte del equipo creativo nominado para un premio Emmy en horario estelar en 1994 por Serie de Dramática y ganó el Premio Hugo a la Mejor Presentación Dramática en 1995 por su trabajo en el capítulo final de Star Trek: The Next Generation llamado "All Good Things...." (Todas las cosas buenas ) junto con su colaborador de muchos años Ronald D. Moore.
Luego se unió a Star Trek: Voyager como productor y fue contratado como productor ejecutivo al año siguiente. Se desempeñó como showrunner para Voyager hasta el final de la sexta temporada cuando comenzó a trabajar en lo que luego sería Star Trek: Enterprise. Se asoció con Moore para escribir dos largometrajes de la franquicia: Star Trek Generations y Star Trek: Primer Contacto. Más tarde también desarrollarían el guion de la película Misión: Imposible 2. Luego cocreó Star Trek: Enterprise y lideró esa serie como productor ejecutivo hasta su cuarta y última temporada.
Antes de la cancelación de Star Trek: Enterprise Braga cocreó la serie dramática de ciencia ficción de la cadena CBS Threshold. Fue contratado como productor ejecutivo y escritor de la serie de la cadena Fox, 24, escribiendo episodios en la séptima y octava temporada. En el año 2009 también fue productor ejecutivo y escritor de la serie de ciencia ficción FlashForward de ABC.
En 2014 Braga fue el productor y uno de los directores de la serie de divulgación científica Cosmos: Una odisea del espacio tiempo, una secuela de la serie Cosmos de 1980. en este proyecto Braga colaboró con la escritora de la serie original y viuda de Sagan, Ann Druyan, el productor ejecutivo Seth MacFarlane y el presentador Neil DeGrasse Tyson. La serie de 13 episodios se estrenó el 9 de marzo de 2014 y recibió en su mayoría una reacción positiva de la crítica y los espectadores. Por su trabajo Braga fue nominado a los premios Emmy. El mes siguiente se estrenó la serie de televisión de fantasía histórica Salem, que Braga cocreó con Adam Simon y en la que es uno de los productores ejecutivos. En 2014, dirigió el video musical de Marilyn Manson "Cupid Carries a Gun" del álbum The Pale Emperor.
Braga es uno de los productores de The Orville, una comedia dramática de ciencia ficción del año 2017 inspirada en Star Trek. También dirigió varios episodios de la serie.

## Filmografía destacada
- Star Trek: La Nueva Generación
- Star Trek: Voyager
- Misión: Imposible 2
- Star Trek: Enterprise
- Threshold
- 24
- FlashForward
- Terra Nova
- Cosmos: Una odisea del espacio tiempo
- Salem
- The Orville